# 멕시코주

멕시코 주

멕시코주(스페인어: Estado de México)는 멕시코 중남부에 위치한 주로 주도는 톨루카이며 면적은 22,351km2, 인구는 16,618,929명(2014년 기준), 인구 밀도는 740명/km2이다. 1823년 12월 20일에 신설되었으며 125개 지방 자치체를 관할한다.
멕시코의 수도이자 연방구인 멕시코시티를 둘러싸고 있으며 북쪽으로는 케레타로주와 이달고주, 남쪽으로는 모렐로스주와 게레로주, 서쪽으로는 미초아칸주, 동쪽으로는 틀락스칼라주, 푸에블라주와 접한다. 멕시코에서 인구가 가장 많은 주이기도 하다.

주기
주 문장

## 인구
| 연도 | 인구       | ±%      |
| ---- | ---------- | ------- |
| 1895 | 842,873    | —       |
| 1900 | 934,463    | +10.9%  |
| 1910 | 989,510    | +5.9%   |
| 1921 | 884,617    | −10.6%  |
| 1930 | 990,112    | +11.9%  |
| 1940 | 1,146,034  | +15.7%  |
| 1950 | 1,392,623  | +21.5%  |
| 1960 | 1,897,851  | +36.3%  |
| 1970 | 3,833,185  | +102.0% |
| 1980 | 7,564,335  | +97.3%  |
| 1990 | 9,815,795  | +29.8%  |
| 1995 | 11,707,964 | +19.3%  |
| 2000 | 13,096,686 | +11.9%  |
| 2005 | 14,007,495 | +7.0%   |
| 2010 | 15,175,862 | +8.3%   |
| 2015 | 16,187,608 | +6.7%   |
| 2020 | 16,992,418 | +5.0%   |

## 같이 보기
- 멕시코의 행정 구역